# Universität Rey Juan Carlos
Die Universität Rey Juan Carlos (spanisch: Universidad Rey Juan Carlos) – URJC – ist eine staatliche Universität mit Standorten in Madrid sowie in den Madrider Vororten Móstoles, Alcorcón, Vicálvaro, Aranjuez und Fuenlabrada. Mit 45.458 Studierenden ist sie nach der Universidad Complutense die zweitgrößte Universität in der Region Madrid und die sechstgrößte Universität in Spanien.
Die Universität Rey Juan Carlos wurde 1996 gegründet und ist nach König Juan Carlos I. von Spanien benannt. Das Motto der Universität lautet Non nova, sed nove (deutsch: Nicht neue Dinge, sondern eine neue Weise); Rektor der Universität ist Javier Ramos López.

## Einrichtungen
Die Universität Rey Juan Carlos ist eine Campusuniversität mit Hochschuleinrichtungen über vier Standorte in und um Madrid:
- der Hauptcampus in Móstoles (Sitz des Rektorats) mit der
  - Fakultät für Technologie und Experimentatorik
  - Fakultät für Rechts- und Sozialwissenschaften
  - Fakultät der experimentellen Wissenschaften und Technologien (ESCET)
- der Campus in Alcorcón
  - Fakultät für Gesundheitswissenschaften
  - Fakultät für Rechts- und Sozialwissenschaften
- der Campus in Vicálvaro
  - Fakultät für Sozial- und Rechtswissenschaften
  - Fakultät für Kommunikationswissenschaften
  - Fakultät für Computertechnik (ETSII)
  - Fakultät der experimentellen Wissenschaften und Technologien (ESCET)
- der Campus in Fuenlabrada
  - Fakultät für Kommunikation und Tourismus
  - Fakultät für Telekommunikationstechnik
  - Fakultät für Rechts- und Sozialwissenschaften

## Angeschlossene Zentren
- ESERP-Schule für Hochschulbildung (Madrid)
- Escuela Universitaria de Artes y Espectáculos (TAI) in Madrid
- CEDEU Centro de Estudios Universitarios, in Madrid

## Akademische Institute
- Alicia Alonso Hochschulinstitut für Tanz (Fuenlabrada)
- Institut für Internationale Rechtsstudien (Madrid-Vicálvaro)
- Europäisches Institut für Luftfahrtausbildung und Akkreditierung (EIATA)

## Weitere Hochschuleinrichtungen
- Centro Universitario de Idiomas (Sprachzentrum) (Madrid-Vicálvaro), Kurse in Englisch, Französisch, Deutsch, Italienisch, Chinesisch und Spanisch für Ausländer
- Studien- und Dokumentationszentrum der Europäischen Union Emile Noël (Madrid-Vicálvaro).
- Zentrum für Zusammenarbeit und Freiwilligenarbeit (Alcorcón)
- CUESA Universitätszentrum für angewandte Sozialstudien (Madrid-Vicálvaro)
- Centro de Estudios de Economía de Madrid (Madrid-Vicálvaro)
- Zentrum für Lateinamerikastudien (Móstoles)
- Zentrum für intelligente Informationstechnologien und ihre Anwendungen (CETINIA)
- Unternehmensinkubator (Madrid-Vicálvaro und Móstoles)
- Technologisches Unterstützungszentrum (Móstoles)
- Zentrum für Innovation, Technologie und Wissenstransfer (Móstoles)
- URJC-Labornetzwerk (REDLABU)
- Institut für Geisteswissenschaften
- Zentrum für Innovation in der digitalen Bildung: URJC online
- Zentrum für Hochschulbildung EAE Madrid
- Zentrum für Hochschulstudien CEDEU
- Hochschulmanagementzentrum IEB Global
- Hochschule für Unternehmens- und Marketingmanagement (ESIC)
- ESERP-Universitätsstiftung Schule für höhere Bildung
- Hochschule für Kunst und darstellende Kunst (TAI)
- IMDEA Energie
- Integrales Zentrum für Lebenslanges Lernen

## Kollaborationsvereinbarungen
Die URJC hat mehr als 13.000 Kooperationsvereinbarungen mit Unternehmen und Organisationen unterzeichnet, um externe Praktika für ihre Studierenden anzubieten. Für Praktika im Rahmen der Krankenpflegeausbildung wurden Kooperationsvereinbarungen mit Gesundheitszentren des Madrider Gesundheitsdienstes, wie dem Gesundheitszentrum La Rivota in Alcorcón, geschlossen. Mit der IOE-Gruppe wurde eine Kooperationsvereinbarung über die Durchführung von Universitäts-Masterstudiengängen und Hochschulkursen mit der Möglichkeit eines Zuschusses für Unternehmen geschlossen.

## EULiST – European Universities Linking Society and Technology
Im Jahr 2020 hat die Universität Rey Juan Carlos gemeinsam mit neun weiteren führenden Universitäten, darunter die TU Wien, Leibniz University Hannover und Universität Jönköping, in der Europäischen Union die Allianz EULiST „European Universities Linking Society and Technology“ ins Leben gerufen. Das Hauptziel dieser Initiative ist es, eine zentrale Akteurin in einer Wissensarena zu sein, in der Bildung, Forschung, Innovation und Gesellschaft gemeinsam Wissen produzieren.

## URJC2030
Die Universität Rey Juan Carlos (URJC) hat mit dem Projekt URJC2030 ein institutionelles Engagement für die Verwirklichung der von den Vereinten Nationen aufgestellten Nachhaltigkeitsziele (SDGs) übernommen. Dieses Projekt spiegelt die Bemühungen der URJC wider, nicht nur Chancengleichheit zu fördern, sondern auch aktiv an einer Vielzahl von Projekten mit Kommunen zur Stadtentwicklung teilzunehmen sowie sich an internationalen Hilfs- und Entwicklungsprogrammen zu beteiligen. Im Rahmen der SDGs arbeitet die URJC eng mit über 50 sozialen Einrichtungen und mehr als 200 Freiwilligenprojekten zusammen. Diese Zusammenarbeit erstreckt sich über verschiedene Bereiche, darunter die Förderung von Bildung, Gesundheit, Umweltschutz und sozialer Gerechtigkeit.

## Internationale Austauschprogramme
Die Universidad Rey Juan Carlos bietet die folgenden Austauschprogramme und Studienmöglichkeiten im Ausland an:
- Erasmus+
- MUNDE
- University of California (University of California, Riverside)
- Disney Kulturprogramm
- weitere USA Kulturaustauschprogramme
- Travelingua-Programme

## Sportangebote
Die Universität Rey Juan Carlos zeichnet sich durch ihre Förderung des Hochschulsports aus. So wurde die Joaquín-Blume-Trophäe, des URJC 2007 vom spanischen Sportrat (Consejo Superior de Deportes) verliehen. Jeder Campus verfügt des Weiteren über verschiedene Tennisplätze, Tischtennis, Paddle-Tennis, Fußballplätze, Leichtathletikbahnen, Fronton, Turnhallen usw.

## Lehre und Studium
Die Universität Rey Juan Carlos ist in 57 Fakultäten gegliedert. Internationale Bekanntheit erlangte der Masterstudiengang in Austrian Economics unter der Direktion von Jesús Huerta de Soto.

## Ranking
Die Universität Rey Juan Carlos ist in verschiedenen internationalen Rankings aufgrund ihres Prestiges in Forschung und akademischer Qualität aufgestiegen:
- Laut THE (Times Higher Education World University Ranking) gehört sie zu den 400 besten Universitäten der Welt im Bereich Technologie und Ingenieurwesen.
- Laut THE (Times Higher Education World University Ranking) gehört sie zu den 500 besten Universitäten der Welt im Bereich Naturwissenschaften.
- Laut THE (Times Higher Education World University Ranking) gehört sie zu den 200 besten Universitäten der Welt, die jünger als 50 Jahre alt sind.
- Das QS-Ranking listet die Universität Rey Juan Carlos unter den 400 besten Universitäten der Welt in Wirtschaftswissenschaften und Ökonometrie.
- Laut QS-Ranking gehört sie zudem zu den 200 besten Universitäten der Welt im Bereich Kommunikationswissenschaften.

## Ehrendoktorwürdenträgerinnen und -träger – Universität Rey Juan Carlos
Im Jahr 2007 wurden Juan Velarde Fuertes, Iñaki Gabilondo, Luis del Olmo und Antonio Mingote die Ehrendoktorwürde der Universität Rey Juan Carlos verliehen. Im Januar 2008 erhielt Bernardo Kliksberg als erster Ausländer die Ehrendoktorwürde der Universität, ebenso wie Jaime Gil Aluja, José Antonio Pastor Ridruejo und Fernando Sánchez Calero. Im Jahr 2011 wurden Harald zur Hausen, Ramón Tamames und Peter Waldmann die Ehrendoktorwürde verliehen.
2014 wurde James A. Yorke, angesehener Universitätsprofessor für Mathematik und Physik an der University of Maryland und Träger des Japan-Preises für Wissenschaft und Technologie 2003, die Ehrendoktorwürde der Universität Rey Juan Carlos verliehen. Yorke ist weltweit bekannt für die Definition des mathematischen Begriffs „Chaos“ im Jahr 1975. Rodrigo Rato, ehemaliger geschäftsführender Direktor des IWF und stellvertretender spanischer Ministerpräsident, hatte ebenso die Ehrendoktorwürde der Universität Rey Juan Carlos erhalten, die ihm jedoch, nach Bekanntgabe eines Bankbetrugs in seiner Funktion als Vorsitzender der Bank Bankia wieder aberkannt wurde.
2024 verlieh die Universität Rey Juan Carlos dem Juristen und Unternehmer Gregorio Marañón Bertrán De Lis einen Ehrendoktortitel. Gregorio Marañón Bertrán De Lis, auch bekannt als Marqués de Marañón, hat sich im Laufe seines Lebens unter anderem dem Studium der Rechtswissenschaften, der Leitung bedeutender Unternehmen und der Förderung von Kultur und Kunst gewidmet. Er bekleidet oder bekleidete hohe Positionen in Unternehmen wie Logista, Universal Music Spain und Air City Madrid Sur. Darüber hinaus ist er Präsident des Teatro Real und der Ortega Marañón Stiftung. Er war Direktor von Finanzinstituten wie der Banco Urquijo und Präsident der BANIF und trug maßgeblich der Stärkung der Unión de Centro Democrático (UCD), der Partei des ersten demokratischen Präsidenten nach dem Franco-Regime, Adolfo Suárez, bei. Zu bereits erhaltenen Auszeichnungen gehören bedeutende Ehrungen wie die Goldmedaille für Verdienste in den Schönen Künsten und das Großkreuz von Alfonso City of Madrid. Des Weiteren wurde er zum Ehrendoktor der Universität Castilla La Mancha ernannt, wo er einen maßgeblichen Beitrag zur Entwicklung im Bereich der Sozialwissenschaften und Geisteswissenschaften geleistet hat.

## Galerie

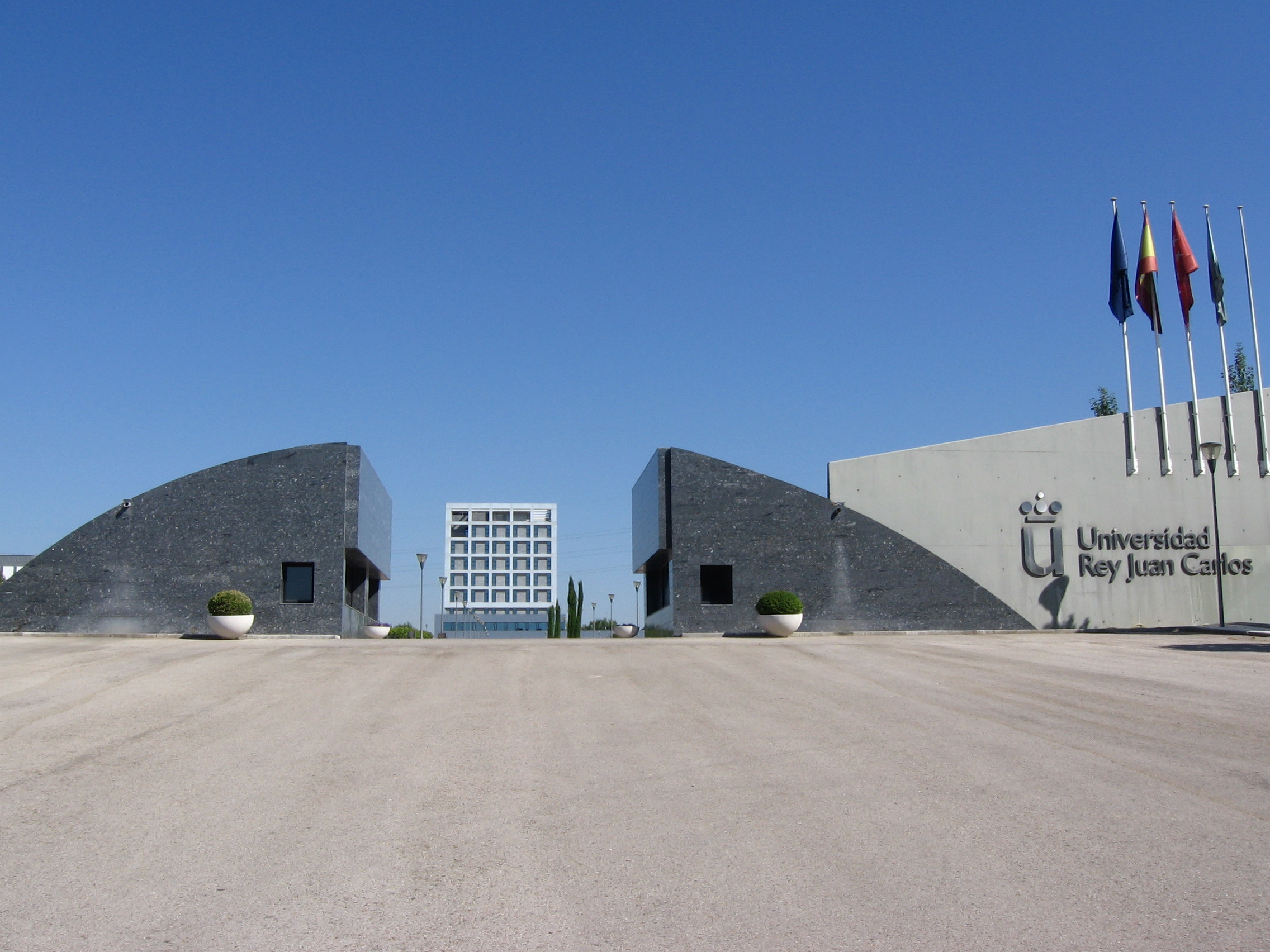
Móstoles
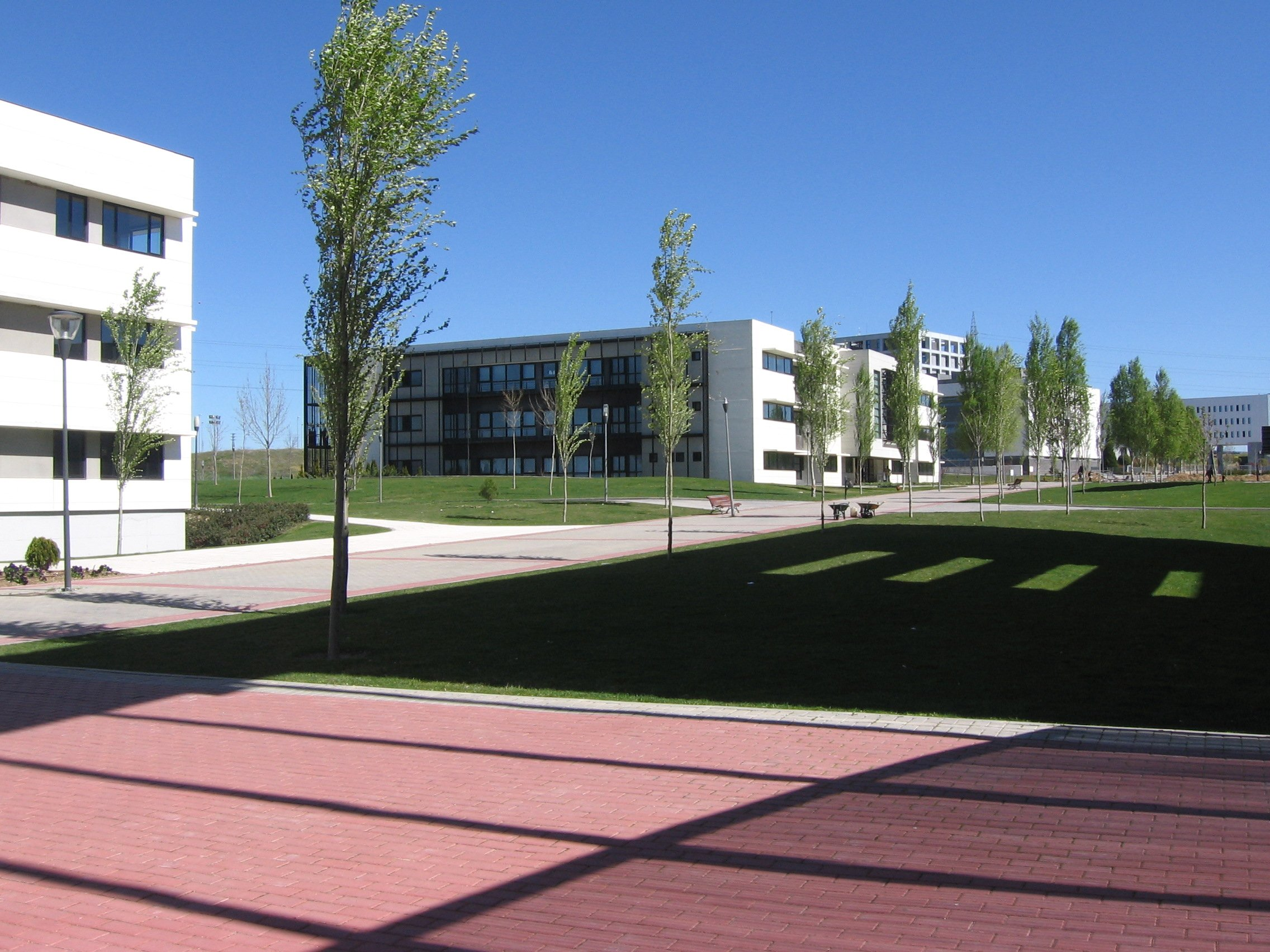
Móstoles
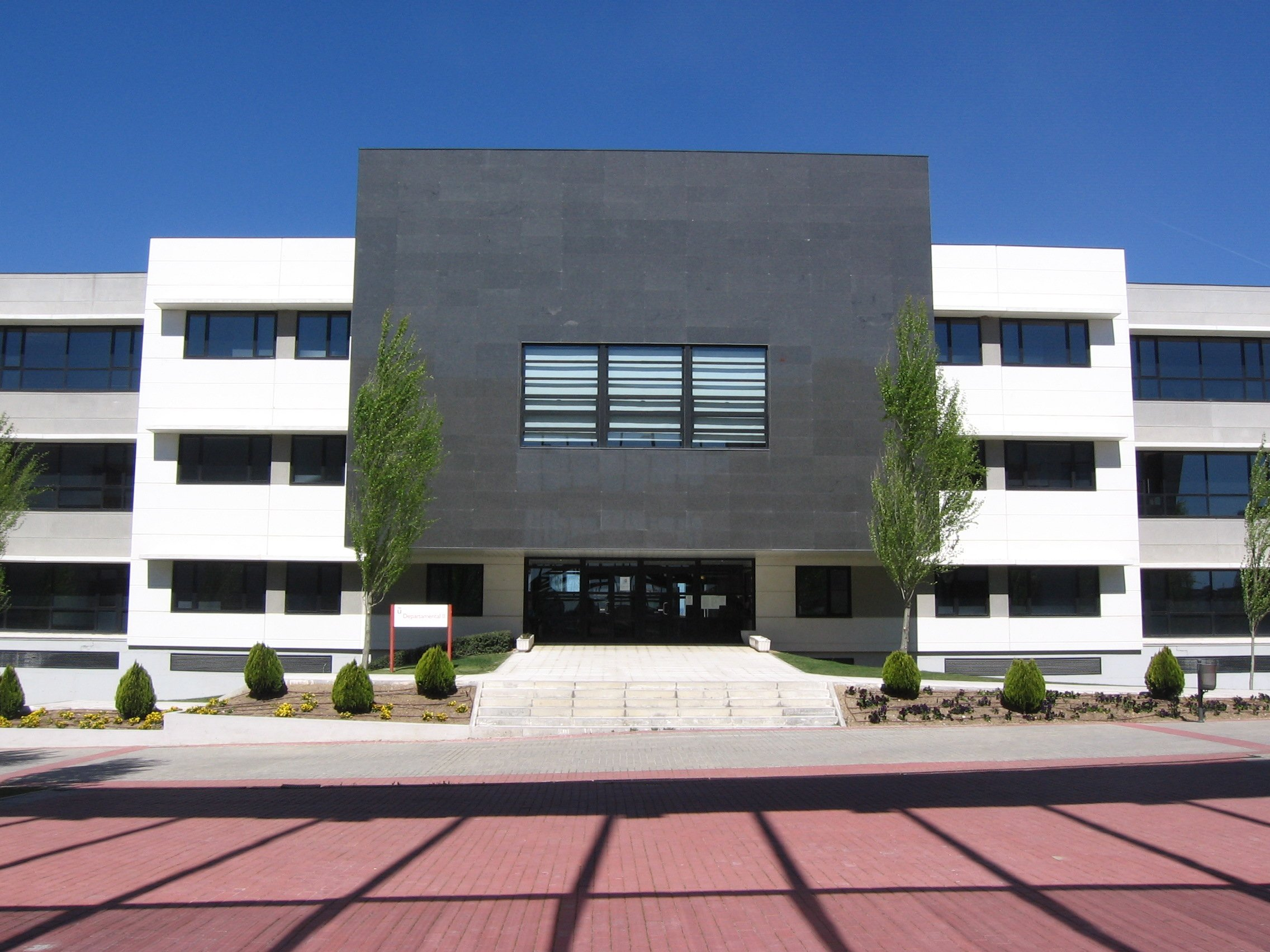
Móstoles
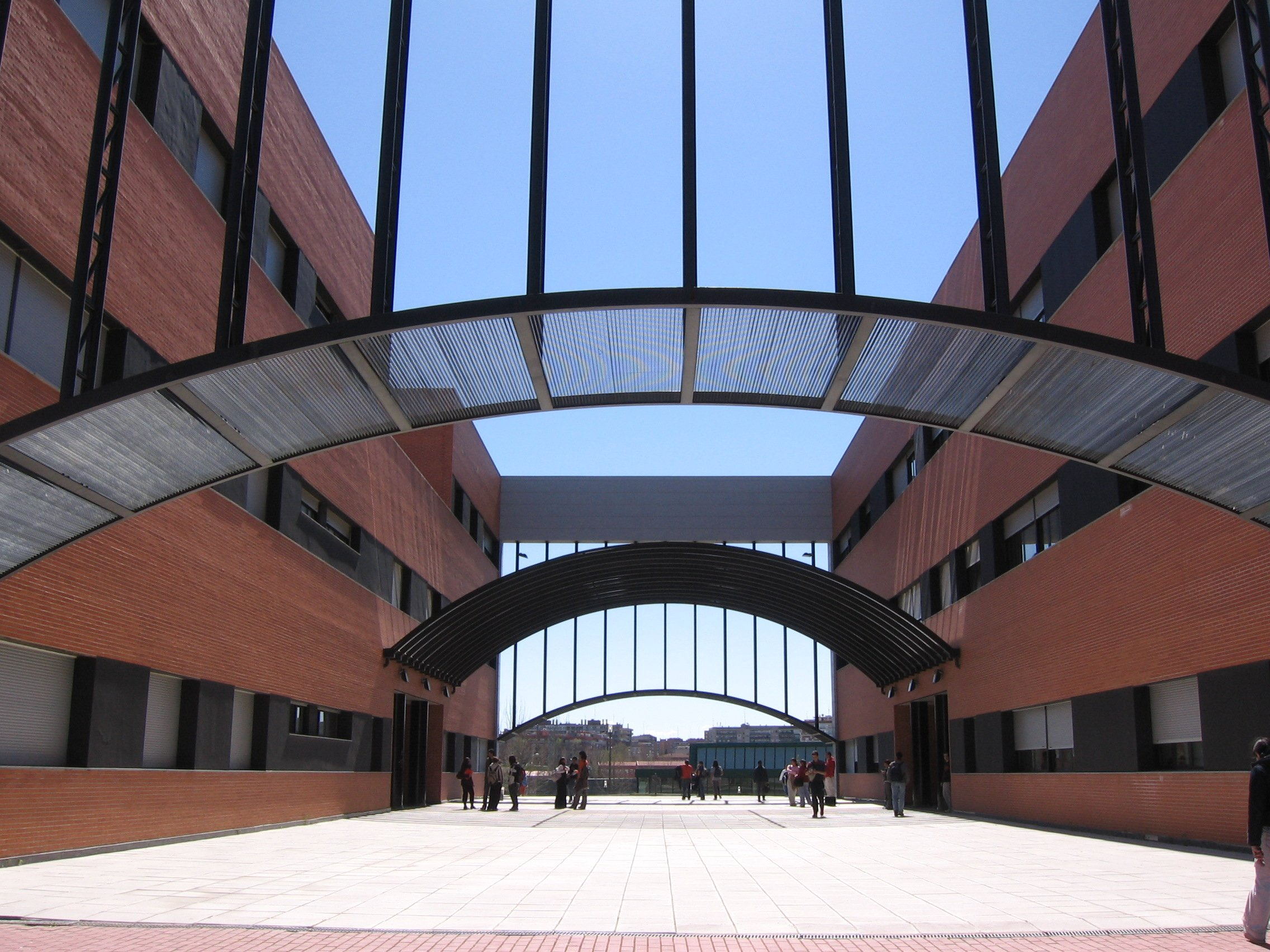
Móstoles